# 福馬
福馬股份有限公司，簡稱福馬股份、福馬琪娜，以及福馬（香港譯名為「象球牌」，英語：和日語：，東證1部：4998），日本奉信企業（最熟悉品牌「雞仔牌」的母公司，在2010年，以每股451日圓（40.049港元）收購價，發行配股為358萬股，集資額為16.14億日圓（1.43億港元））旗下公司，在1890年由已故山下大藏於廣島（營業和工廠活動場地）成立初期為「大下回春堂」。
1920年，開始生產和銷售「Fumakilla殺蟲劑」（「福馬琪娜殺蟲劑」），直至1924年研發成功。1950年，改組前身為「大下回春堂股份有限公司」。1962年，改組現名為「福馬股份有限公司」，而英文名稱為「Fumakilla Limited」，其主要原因是fly為（蒼蠅），”フ”為mosquito（蚊），而最後”モ”為killer（消滅）。
1963年，開始研發和銷售世界級「Vape」（雅普）電熱蚊香器。1964年，於東京證券交易所上市。
總部位於東京千代田區，首席執行官為大下一明（該公司第三大股東），業務在全球經營生產和銷售殺蟲劑、家用、園藝和工業產品。

## 外部連結
- fumakilla.co.jp （页面存档备份，存于）